# Isla Alexander (Nunavut)
La isla Alexander (en inglés: Alexander Island) es una de las islas del archipiélago ártico canadiense, localizada en el territorio de Nunavut, al norte de Canadá. Se encuentra al sur de la isla Massey y de la isla Marc (al otro lado del estrecho de Boyer), y al norte de la isla Bathurst (a través de la entrada de Pell). Tiene una superficie de 484 km² (68.ª del país y 44.ª de Nunavut). Se ha determinado con certeza desde 1947 tras un reconocimiento aéreo que estas cuatro islas no forman una península de la isla Bathurst, estando separadas entre sí por estrechos canales.